# Jikkyō Powerful Pro Yakyū 4
Jikkyō Powerful Pro Yakyū 4 (実況パワフルプロ野球4) est un jeu vidéo de baseball sorti en 1997 sur Nintendo 64. Le jeu a été développé et édité par Konami. 
Le jeu fait partie de la série Jikkyō Powerful Pro Yakyū.